# Tim Broshog
Tim Broshog (* 2. Dezember 1987 in Berlin) ist ein ehemaliger deutscher Volleyballspieler. Mit der Nationalmannschaft wurde er WM-Dritter und gewann die Europaspiele. Er war bei mehreren Vereinen in Deutschland und Belgien aktiv. Von 2016 bis 2022 spielte er für die SWD Powervolleys Düren, mit denen er 2020 das Pokalfinale erreichte.

## Karriere
Der gebürtige Berliner Broshog spielte in der Hauptstadt beim SCC und beim Nachwuchsteam VC Olympia. Mit der Junioren-Nationalmannschaft nahm der Mittelblocker an der Weltmeisterschaft teil. Aus Berlin wechselte er 2007 zum Bundesligisten Netzhoppers Königs Wusterhausen. 2008 wurde er vom Ligakonkurrenten Moerser SC verpflichtet und erreichte dort in seiner ersten Saison das Finale im DVV-Pokal. 2011 wurde er für die Weltliga in den Kader der deutschen Nationalmannschaft berufen. 2013 erreichte Broshog mit Moers erneut das DVV-Pokalfinale und mit der Nationalmannschaft den sechsten Platz bei der EM in Dänemark und Polen. 2014 wechselte er zum belgischen Spitzenklub Noliko Maaseik. Mit der Nationalmannschaft gewann er bei der WM in Polen die Bronzemedaille und ein Jahr später bei den Europaspielen in Baku die Goldmedaille. 2016 wurde Broshog von den SWD Powervolleys Düren verpflichtet und kehrte damit zurück in die deutsche Bundesliga. In der Saison 2016/17 wurde er mit Düren Bundesliga-Dritter. Die Saison 2017/18 endete im Playoff-Viertelfinale. 2018/19 erreichte Broshog mit dem Verein das Halbfinale im DVV-Pokal und das Viertelfinale in den Bundesliga-Playoffs. Im DVV-Pokal 2019/20 kam er mit den SWD Powervolleys ins Finale, das die Mannschaft gegen die Berlin Recycling Volleys verlor. Als die Bundesliga-Saison kurz vor den Playoffs abgebrochen wurde, stand Düren auf dem sechsten Tabellenplatz. In der Saison 2020/21 unterlagen die SWD Powervolleys im Playoff-Halbfinale gegen Berlin und wurden Dritter. In der folgenden Saison schied Düren mit Broshog im Viertelfinale des DVV-Pokals aus. Das Playoff-Halbfinale verlor die Mannschaft ebenfalls gegen den VfB Friedrichshafen und belegte damit erneut den dritten Platz in der Meisterschaft. Nach der Saison wurde Broshogs Vertrag in Düren nicht verlängert, woraufhin der Mittelblocker seine Karriere beendete. In der Saison 2024/25 spielt Broshog für seinen ehemaligen Verein Moerser SC in der Dritten Liga West.